# Compagnie genevoise des tramways électriques
Ne pas confondre avec la SGTE (Société grenobloise de tramways électriques)
La Compagnie genevoise des tramways électriques (CGTE) est une ancienne compagnie de transports urbains privée fondée le 11 août 1899 par M. François Forestier avec un capital de cinq millions de francs. 
Elle a été transformée le 1er janvier 1977 en une entreprise publique autonome, les Transports publics genevois, qui poursuivent encore actuellement l'exploitation du réseau de transport en commun de la région de Genève.

## Histoire

### Formation

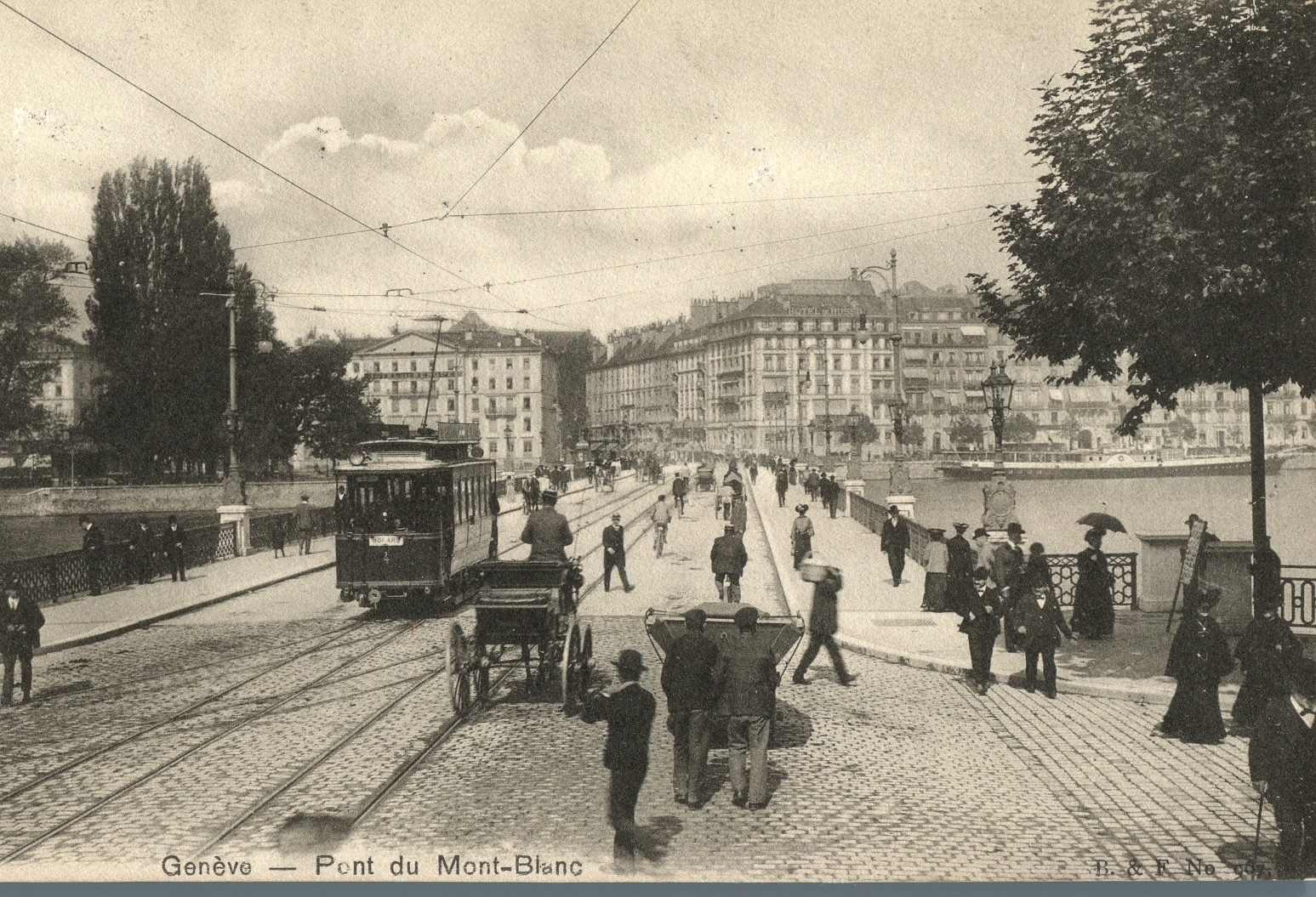
Pont du Mont-Blanc (tram no 4)

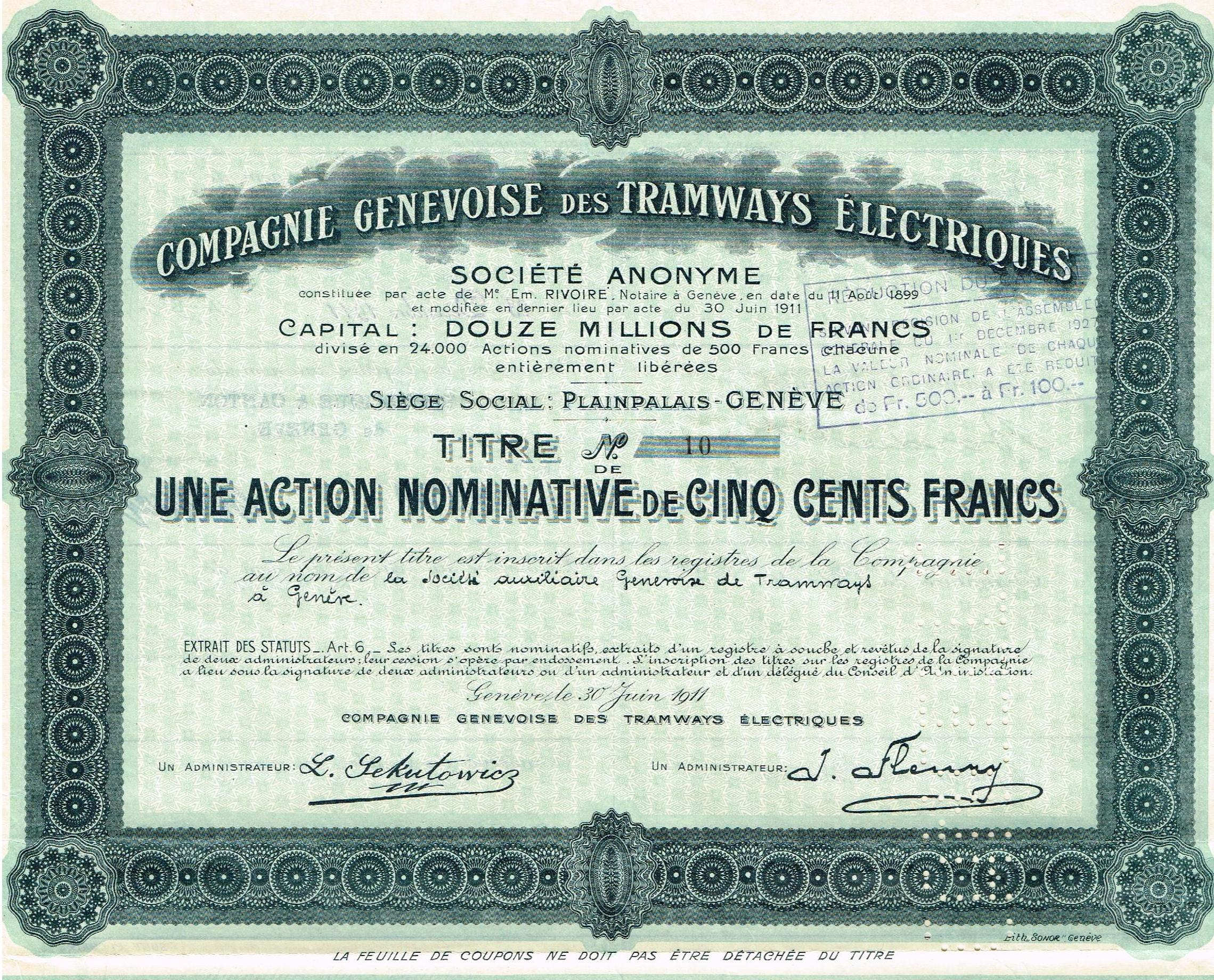
Action de la Compagnie Genevoise des Tramways Électriques en date du 30 juin 1911

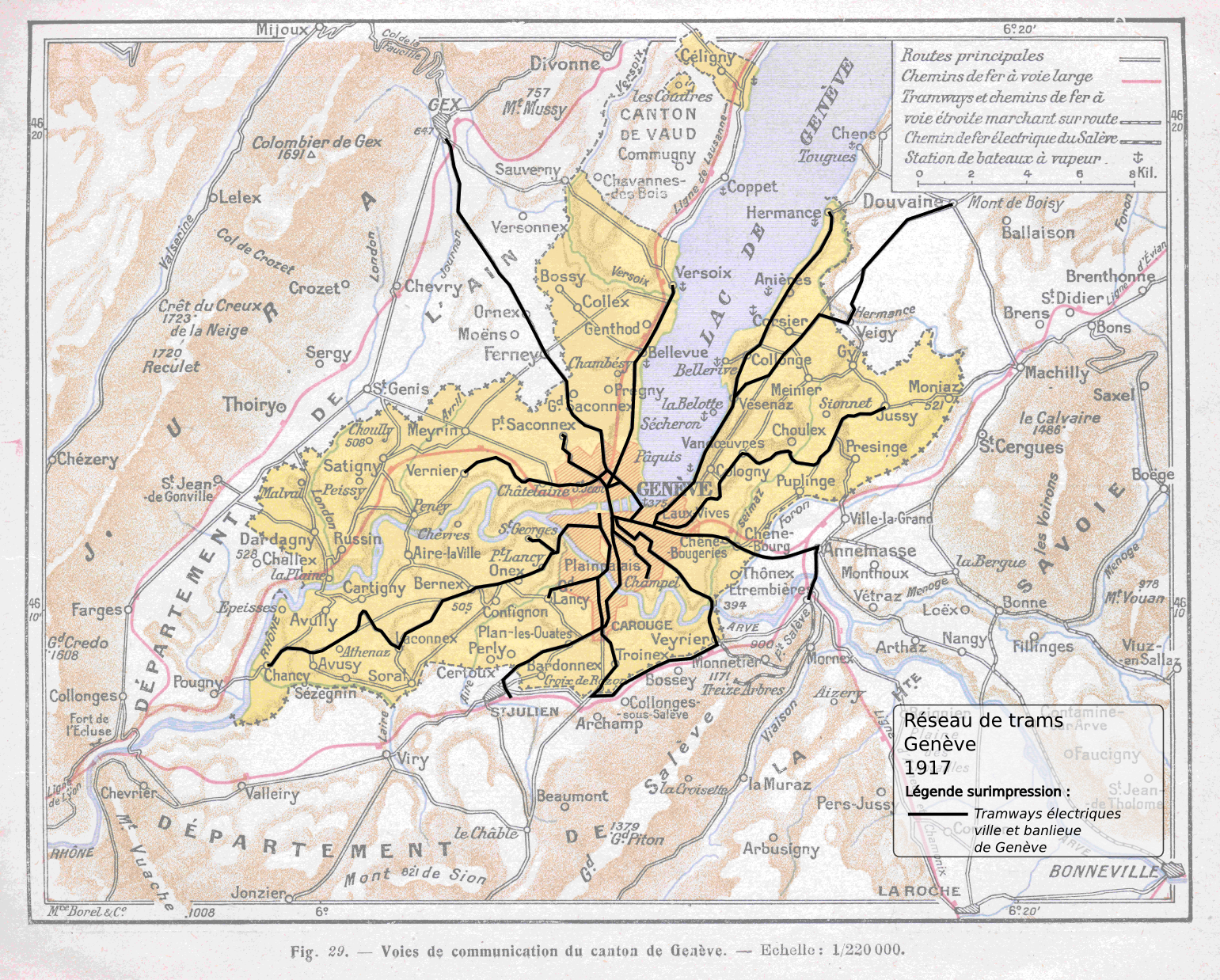
Plan du réseau des tramways électriques en 1917

La compagnie est fondée le 11 août 1899 par M. François Forestier avec un capital de cinq millions de francs. Elle est formée par la fusion de deux compagnies exploitant les réseaux de tramway à Genève, après s'être vue accordée la concession le 28 juin 1900 pour une durée de 60 ans.
- la Compagnie générale des tramways suisses[3] (TS) le 1er décembre 1900, qui exploitait un réseau à voie normale entièrement exploité en traction à vapeur et traction électrique[4] ;
- la Société genevoise des chemins de fer à voie étroite (VE) le 1er janvier 1901, qui exploitait un réseau de 20 km de long à voie métrique en traction à vapeur.

L'ensemble comprend 14 lignes auxquelles s'ajoutent :
- le réseau de la Société du chemin de fer Genève - Veyrier ;
- le chemin de fer Carouge - Croix de Rozon.

La CGTE entreprend l'unification du réseau qui possédait deux écartements (normale et métrique) et deux modes de traction (vapeur et électrique). La voie métrique est choisie pour équiper le nouveau réseau. Les anciennes lignes de la compagnie TS sont reconstruites au nouvel écartement.
La CGTE reprend une partie de l'ancien matériel roulant des anciennes compagnies. Elle met en service massivement entre 1900 et 1903, un ensemble de 99 automotrices électriques neuves, en particulier pour permettre l'exploitation en voie métrique des lignes issues du réseau des TS. 
Il s'agit des automotrices Ce 2/2 à deux essieux « AEG » nos 1 à 25, « danseuses »  nos 26 à 45 nos 46 à 49 dérivées des « danseuses » et les automotrices à bogies type Ce 2/4 « Cologne » nos 50 à 54 et 60 à 69, « Schlieren » nos 75 à 89, « Westinghouse » nos 55 à 59 et 70 à 74 et « Alioth » nos 90 à 99.
Le développement du réseau se ralentit à peine cinq ans après la création de la CGTE, cette dernière ayant commis la même erreur que le VE : ne pas faire appel aux pouvoirs publics afin que ces derniers subventionnent l'exploitation, en particulier les lignes rurales moins rentables. 
À la fin des années 1900, elle reçoit de nouveaux matériels pour faire face à la hausse du trafic : motrices à deux essieux Ce 2/2 no 100 à 105, surnommées les « Grandes Cents », remorques type B4i no 351 à 360, surnommées « Bautzen », Ce 2/2 no 107 à 121, surnommées « Petites Cents » et remorques Ci no 201 à 210.
Les années 1910 furent très difficiles pour la compagnie, car de nombreux employés sont mobilisés durant la première Guerre mondiale et cela entraîne une réduction sensible des horaires d'exploitation. Cependant, après ces sombres années qui furent également marquées par une grande grève des tramelots en 1918, le trafic reprit très rapidement.
En 1922, le réseau s'étendait sur 169,827 kilomètres, voies de services, de raccordement et de dépôt comprises. Il était composé de quinze lignes exploitées à l'aide de 145 automotrices. La première suppression de ligne intervient en 1925, pour cause de déficit trop important.

### Évolution du réseau

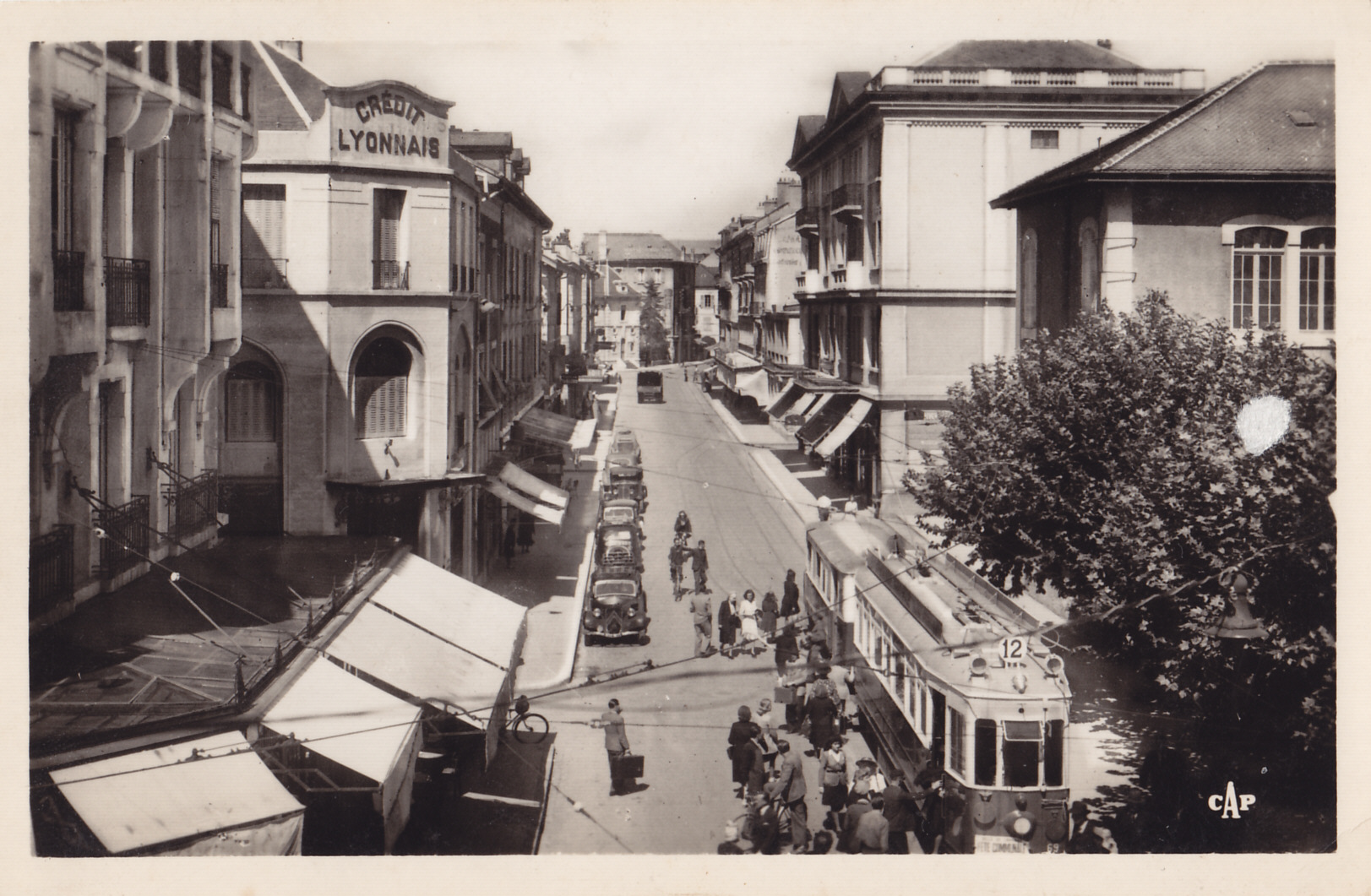
Une rame de la ligne 12 à Annemasse, dans les années 1930.

Plan du réseau en 1945.

Une convention entre la CGTE, qui échappe de peu à la faillite en 1926, et l'État de Genève fut signée annonçant le déclin du tramway, dans la mesure où une close prévoyait d'introduire un service d'autobus pour les lignes de campagne qui étaient déficitaires. En 1928 elle reprend à l'entreprise Tinguely, la ligne 21 (Genève - Cologny - Meinier - Gy) puis lance la ligne 22 (Rive - Chêne-Bourg - Puplinge - Jussy) et le tram fut supprimé sur la section Choulex - Jussy. 
La même année, la compagnie repris l'exploitation de la ligne Carouge - Croix de Rozon de la Société du chemin de fer Genève - Veyrier (GV) et l'intégra à la ligne 12, le reste du réseau, lui, est intégré au cours des années qui suivent.
Comme la CGTE ne possédait pas de moyens nécessaires à acquérir de nouveaux trams, les ateliers du dépôt de La Jonction furent chargés de transformer et de moderniser dans les années 1930, le parc des automotrices datant du début du siècle.
La ligne d'autobus Gare de Cornavin - Palais des Nations voit le jour en 1936 et, une année plus tard, naquit la Compagnie genevoise des autobus, filiale de la CGTE. Pour l'exploitation de ses propres lignes, la compagnie disposa de 14 autobus Saurer, portant la livrée bleue spécifique à la Compagnie Genevoise des Autobus.
En raison de la Seconde Guerre mondiale et devant la rareté des matières premières (carburant et pneumatiques), le tramway est remis en service, entre 1941 et 1946, sur une partie des lignes 7 et 11. Il en est de même pour les lignes 3 et 13 en 1944. 
L'État devient actionnaire majoritaire de la CGTE en 1948, après avoir racheté progressivement la plupart des actions de la compagnie.
En 1949, la longueur du réseau de la CGTE était de 132,333 km, dont 71,434 km de lignes de tramways, 5,604 km de ligne de trolleybus et 55,295 km de lignes d'autobus.

### Avènement du tout-automobile et transformation en établissement public
Les années cinquante et soixante virent se développer la proche banlieue genevoise et de nombreux quartiers périphériques dans les communes proches : Lancy, Carouge et Chêne. 
Pour la CGTE, cela entraîne l'ouverture de nouvelles lignes ou le renforcement des lignes existantes, mais les autorités genevoises n'envisagent que le tout-automobile. Entre 1948 et 1951 elles empruntent 26 millions de francs suisses à l'État de Genève pour moderniser le réseau.
L'année 1950 fut spécialement marquée par l'arrivée des motrices Ce 4/4, puis Be 4/4 dès 1955, no 701 à 730 « normalisées ». Elles furent testées sur la ligne 1 entre la fin d l'année 1950 et début 1951, car c'était la seule ligne circulaire susceptible de recevoir des véhicules unidirectionnels. Certains de ces essais furent effectués avec une remorque, mais sans voyageurs, en raison des fortes déclivités qui caractérisaient la ligne de « Ceinture ». Ces motrices entrèrent en service régulier sur la ligne 12 le 18 septembre 1951, soit juste une semaine après la mise en service de la boucle de Carouge. Elles furent également utilisées sur la ligne 1A et 1B en motrice seule.
Le réseau de tramway est démantelé entre les années 1950 et 1960. La ligne 12 reste alors la seule à subsister jusqu'à la fin de la CGTE et même jusqu'à la reconstruction du réseau des TPG au début des années 1990.
Un arrêté en date du 30 décembre 1955 supprime l'obligation du transport des marchandises, précédemment inscrit dans la concession. 
Le cadre juridique de la société est modifié grâce à une nouvelle convention avec l'État qui prend désormais en charge le défit et détient la quasi-totalité des sièges au conseil d'administration. Le 28 juin 1960, la concession de la CGTE est renouvelée pour une durée identique à la précédente, 60 ans, cette demande avait été formulée le 24 mars.
En 1950, la CGTE avait transporté 41 millions de voyageurs puis 74 millions en 1970, soit une augmentation de 80% en vingt ans. Durant la même période, le réseau de la CGTE représentait 135 km, dont 65 en lignes de trams, 14 en lignes de trolleybus et 56 en lignes d'autobus. 
Il passa à 230 km, dont 8 en ligne de trams, 37,5 km en ligne de trolleybus et 184,5 km en ligne d'autobus. En 1975, la longueur du réseau de la CGTE était de 237,631 km, dont 8,287 km de ligne de tramway, 33,562 km de lignes de trolleybus et 195,782 km de lignes d'autobus.
En 1963, l'État de Genève prête 14 millions de francs puis 23 millions en 1967 pour l'achat de nouveaux véhicules et la modernisation des infrastructures.
En 1975, la longueur du réseau de la CGTE était de 237,631 km, dont 8,287 km de ligne de tramway, 33,562 km de lignes de trolleybus et 195,782 km de lignes d'autobus.
La CGTE, dont les dettes sont régulièrement épongées par l'État, est transformée en établissement autonome de droit public le 1er janvier 1977 à la suite d'une votation populaire. Les actifs de la CGTE sont repris par les Transports publics genevois (TPG).

## Infrastructure

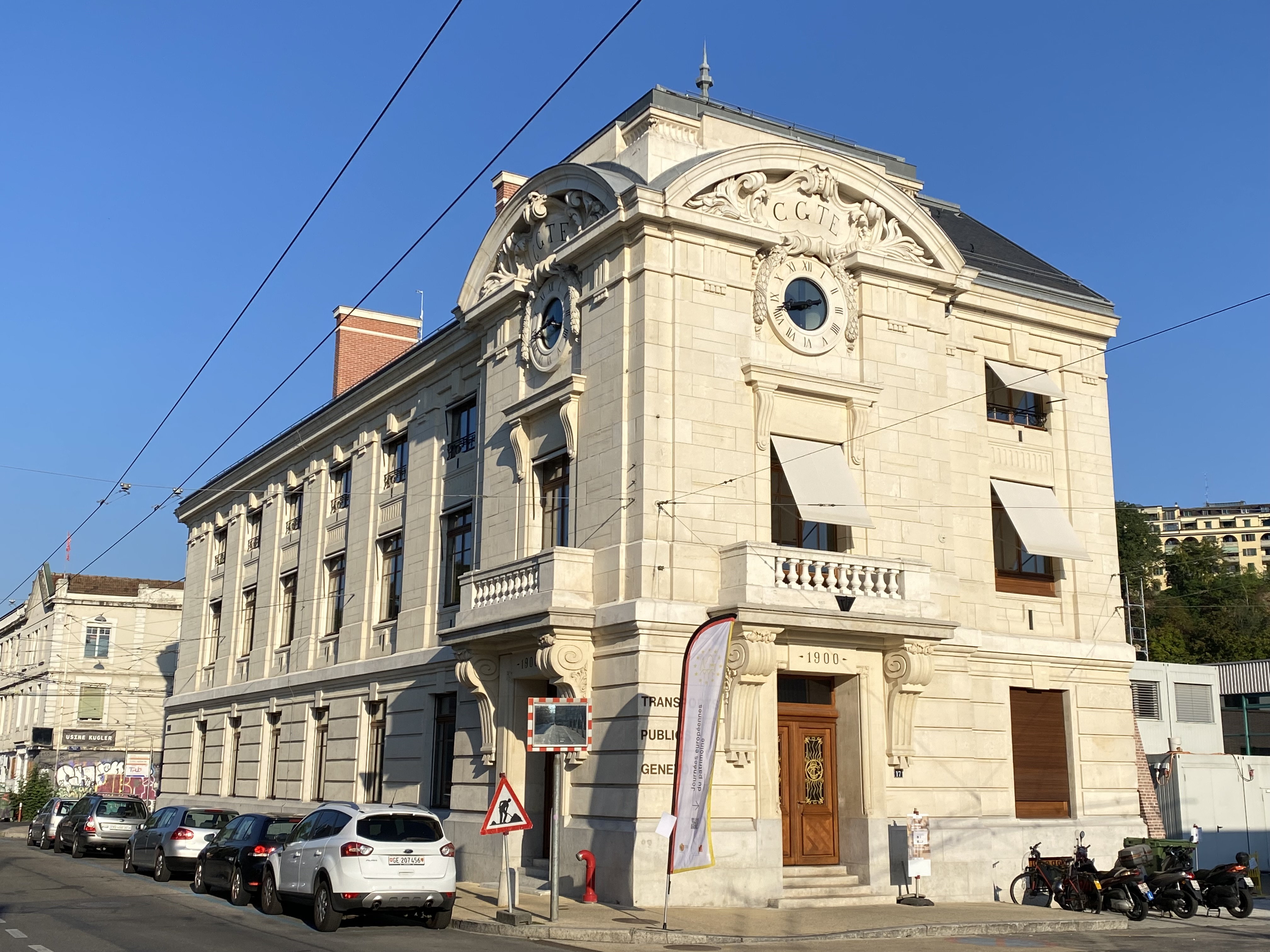
L'ancien siège de la CGTE, au dépôt de La Jonction (arch. H. W. Corbett).

### Numérotation
La numérotation des véhicules de la CGTE se présentait ainsi en 1975 :
- 1 à 99 - Véhicules de service
- 101 à 199 - Autobus articulés
- 201 à 299 - Autobus à deux essieux
- 301 à 399 - Remorques ferroviaires
- 401 à 499 - Autobus à deux essieux
- 501 à 599 - Remorques routières
- 601 à 699 - Trolleybus articulés
- 701 à 799 - Automotrices de tramways
- 801 à 899 - Trolleybus à deux essieux
- 901 à 999 - Autobus à deux essieux

Les véhicules historiques conservent leurs anciens numéros. Ainsi les tramways 66, 67, 80, 125, 363 et 369 gardent la numérotation d'avant 1950 et les 727 et 309 celle du schéma après 1950. Précédemment, la numérotation n'était pas unifiée et si les motrices de tramways allaient de 1 à 199 et les remorques de 201 à 399, trolleybus et autobus avaient chacun leur propre système de numérotation.

### La livrée des véhicules
Six livrées différentes ont existé durant l'existence de la CGTE :
- La première livrée, apparue en 1900, était vanille avec des filets rouge bordeaux ;
- En 1906, elle est remplacée par une livrée vert olive avec des pourtour de fenêtres vert clair, ce dernier est remplacé par un brun lors des rénovations de 1928-1930 ;
- Les bus de la filiale Compagnie genevoise des autobus livrés entre 1937 et 1950 sont bleu clair sauf les pourtours de vitres et le toit couleur ivoire ;
- En 1942, la livrée vert foncé et ivoire est instaurée pour les trolleybus et sur les tramways nouvellement rénovés, puis est généralisée à l'ensemble du parc, bus compris, en 1950 ;
- En 1957 le vert foncé laisse place au « coq-de-roche », une sorte de rouge orangé, accompagné par le blanc ivoire qui est maintenu, le rouge bordeaux fut testé pour remplacer le vert mais finalement non retenu ;
- Enfin, la livrée « UST », apparue en 1974, consiste à une décoration entièrement orange avec une ligne blanche sous les vitres et à un toit gris clair. Elle disparaît dans les années 1980 au temps des TPG.

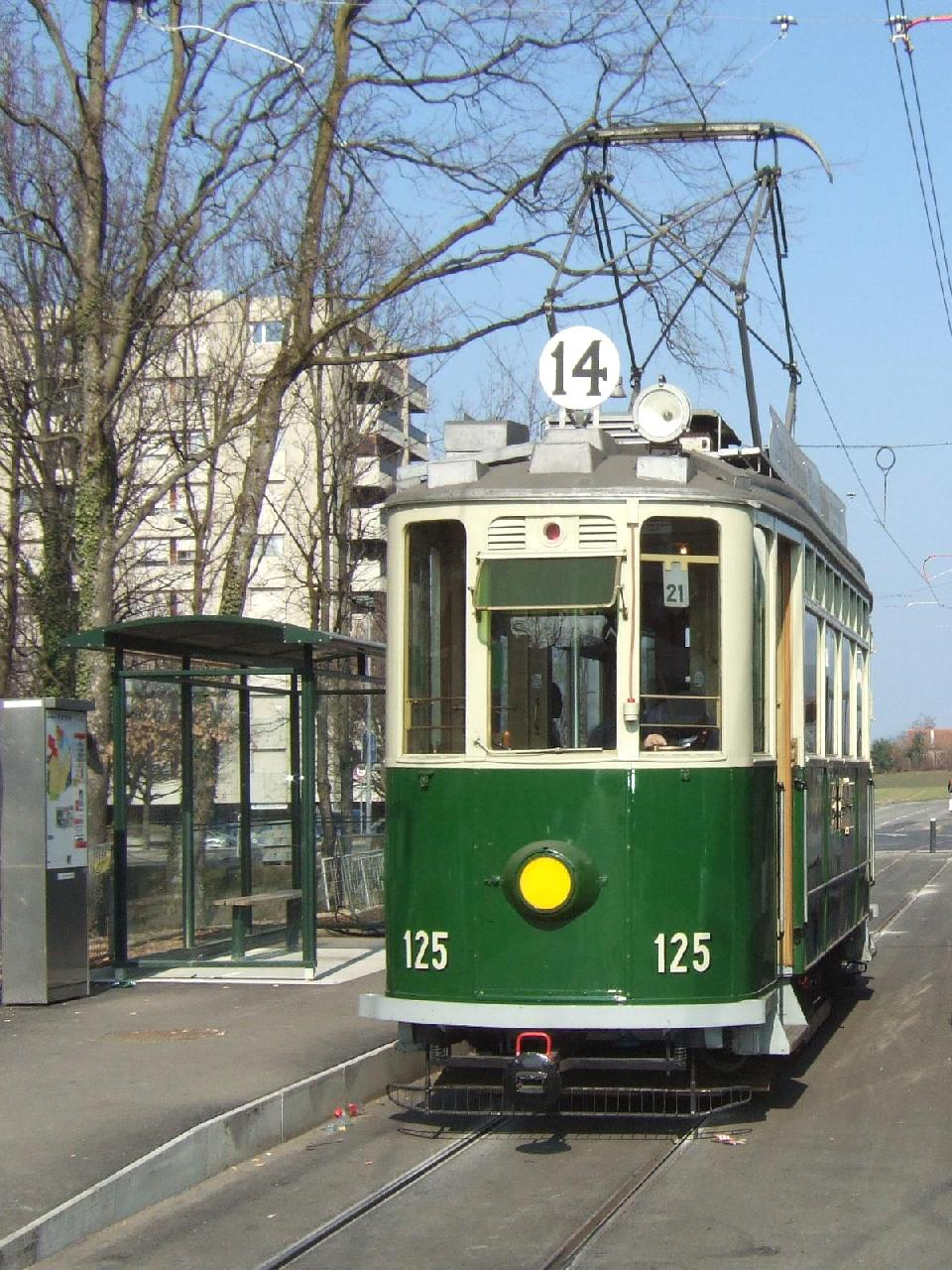
Livrée vert foncé-ivoire
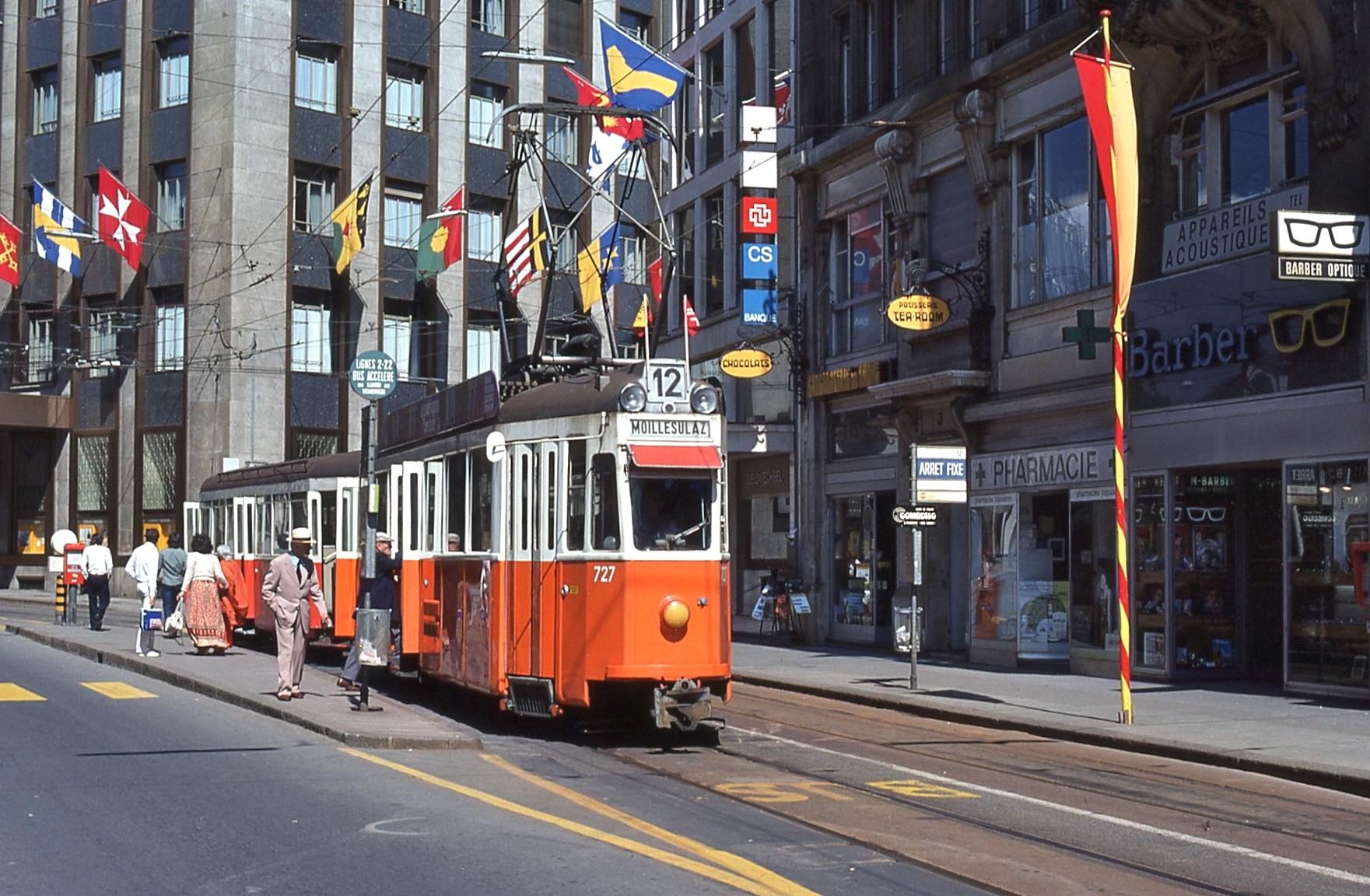
Livrée coq-de-roche-ivoire
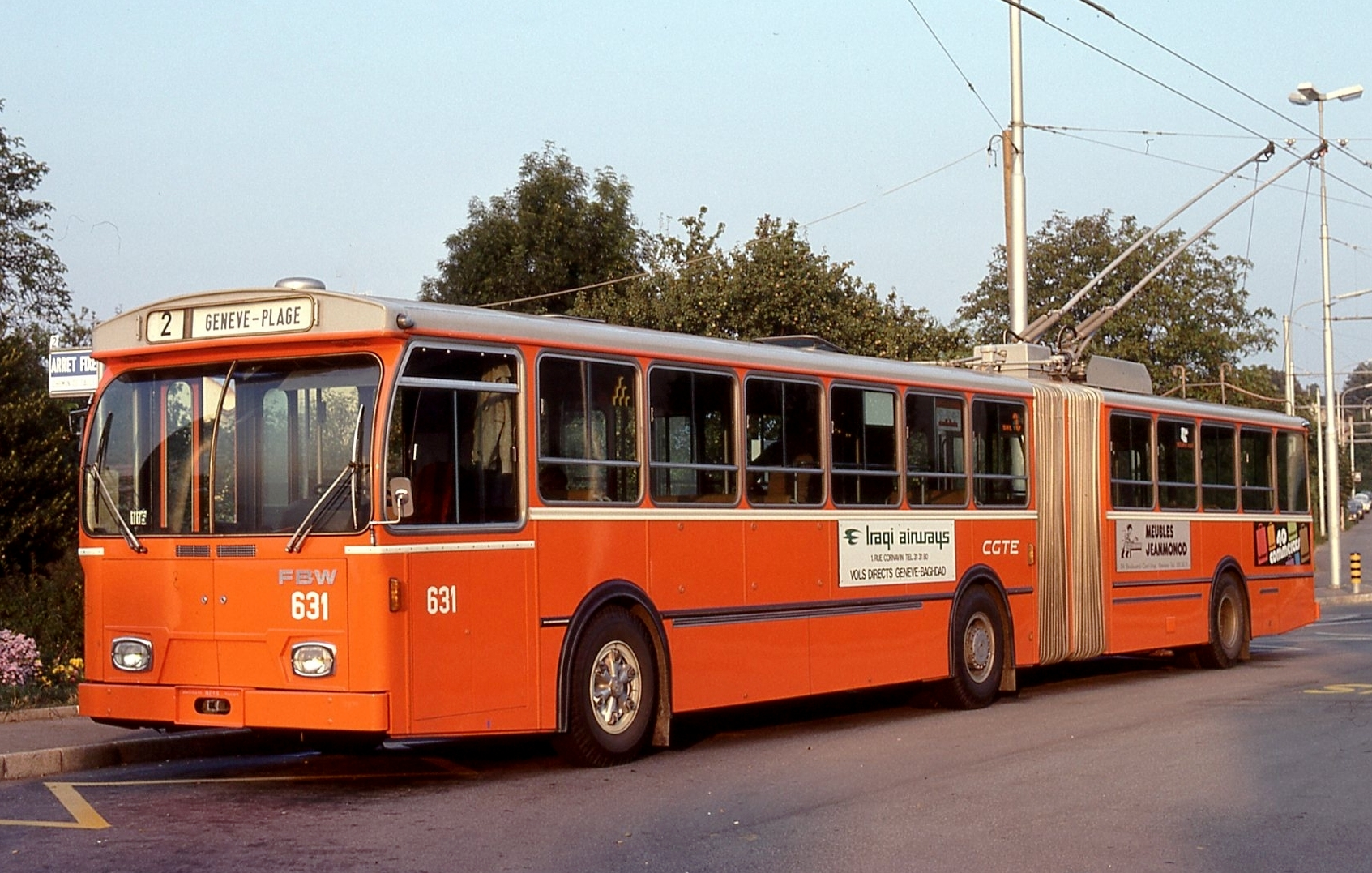
Livrée UST

### Le réseau

#### Urbain
Le réseau à la fin de la CGTE (1977) comprenait les lignes urbaines suivantes :
| Ligne | Véhicules  | Tracé                                                                                          | Remarques                                                                    |
| ----- | ---------- | ---------------------------------------------------------------------------------------------- | ---------------------------------------------------------------------------- |
| 1     | Autobus    | Cornavin – Rive – Boulevard des Tranchées - Rond-Point de Plainpalais - Cornavin               | Nommée « Ceinture »                                                          |
| 2     | Trolleybus | Genève-Plage – Place des Eaux-Vives - Place Bel-Air - Jonction – Petit-Lancy - Bernex          | Elle est appuyée par un service d'autobus accélérés aux heures de pointe     |
| 3     | Trolleybus | Champ-d'Anier – Servette-École - Cornavin - Place Bel-Air - Place Claparède - Place Reverdin   |                                                                              |
| 4     | Autobus    | Palais Wilson - Cornavin - Place Bel-Air - Palais des expositions - Grand-Lancy - Voirets      |                                                                              |
| 5     | Autobus    | BIT (Bureau International du Travail) – Cornavin - Molard - Rive - Rieu                        |                                                                              |
| 6     | Trolleybus | Vernier - Châtelaine - Cornavin - Molard                                                       | Arrêt Molard non desservi les dimanches et jours fériés. Terminus à Cornavin |
| 7     | Trolleybus | Place Bel-Air - Saint-Jean - Aïre - Tours du Lignon                                            | Elle est appuyée par un service d'autobus accélérés aux heures de pointe     |
| 11    | Autobus    | Cornavin - Place du Cirque - Tranchées - Place des Alpes - Cornavin                            | Nommée « Ceinture »                                                          |
| 12    | Tram       | Carouge – Rond-Point de Plainpalais - Place Bel-Air - Rive – Chêne-Bourg – Moillesullaz        |                                                                              |
| 14    | Autobus    | Bout-du-Monde - Carouge - Petit-Lancy - Châtelaine - Place des Nations                         |                                                                              |
| 16    | Autobus    | Place Louis-Favre (Chêne-Bourg) - Hôpital de Gériatrie                                         | Elle ne roule qu'aux heures de visite des malades                            |
| 22    | Trolleybus | Cité-Nouvelle - Saint-Georges - Jonction - Place Bel-Air - Place des Eaux-Vives - Genève-Plage | Elle est appuyée par un service d'autobus accélérés aux heures de pointe     |
| 33    | Trolleybus | Cointrin-Aéroport - Servette-École - Cornavin - Place Bel-Air - Crêts-de-Champel               |                                                                              |
| 44    | Autobus    | Palais Wilson - Place Bel-Air - Palais des expositions - Grand-Lancy - Palletes                |                                                                              |

#### Suburbain
Le réseau à la fin de la CGTE (1977), comprenait les lignes suburbaines suivantes :
| Ligne | Véhicules | Tracé                                                               | Remarques                                                                                       |
| ----- | --------- | ------------------------------------------------------------------- | ----------------------------------------------------------------------------------------------- |
| 8     | Autobus   | Rive – Conches - Veyrier - Plateau de Vessy                         | Elle roule parallèlement avec la ligne 88                                                       |
| 9     | Autobus   | Rive – Vésenaz – Corsier - Hermance                                 | Elle roule parallèlement avec la ligne 99 entre Rive et Corsier                                 |
| 88    | Autobus   | Rive – Conches - Veyrier - Plateau de Vessy                         | Elle roule parallèlement avec la ligne 8                                                        |
| 99    | Autobus   | Rive – Vésenaz – Corsier                                            | Elle roule parallèlement avec la ligne 9 entre Rive et Corsier                                  |
| A     | Autobus   | Rive - Cologny - La Capite - Corsinge - Gy                          | Quelques variantes sont possibles et parcourent de manière partielle les lignes A-B ou A-B-C    |
| B     | Autobus   | Rive - Vandœuvres - Chevrier                                        | Quelques variantes sont possibles et parcourent de manière partielle les lignes B-C             |
| C     | Autobus   | Rive - Chêne-Bourg - Puplinge - Presinge - Jussy                    |                                                                                                 |
| D     | Autobus   | Rive - Carouge - Saint-Julien-en-Genevois                           | Quelques variantes sont possibles et parcourent de manière partielle les lignes D-H-M           |
| E     | Autobus   | Rive - Bernex - Laconnex - Cartigny - Avully - Chancy               | La plupart des courses circulents sur deux lignes E-K ou E-L avec des variantes de parcours     |
| K     | Autobus   | Rive - Bernex - Aire-la-Ville - Cartigny                            |                                                                                                 |
| L     | Autobus   | Rive - Confignon - Perly - Saint-Julien                             |                                                                                                 |
| F     | Autobus   | Cornavin - Place des Nations - Grand-Saconnex - Ferney-Voltaire     |                                                                                                 |
| G     | Autobus   | Rive - Frontenex - Gradelle - Chemin de la Montagne - Petit Bel-Air | La clinique de Bel-Air (actuellement Belle Idée) est desservie aux heures de visite des malades |
| H     | Autobus   | Rive - Carouge - Croix-de-Rozon                                     | Quelques courses sont modifiées pour desservir Pinchat                                          |
| M     | Autobus   | Rive - Carouge - Bardonnex                                          |                                                                                                 |
| X     | Autobus   | Cornavin - Servette - Bouchet - Meyrin - CERN                       | Certaines courses sont prolongées jusqu'à Saint-Genis (France)                                  |
| Z     | Autobus   | Cornavin - Chambésy - Collex-Bossy                                  |                                                                                                 |
| -     | Autobus   | La Plaine - Dardagny                                                | Desservie que les jours ouvrables                                                               |

## Matériel roulant

### Tramway
La CGTE commence son existence en reprenant une partie du matériel des anciennes compagnies, puis très rapidement achète massivement du matériel neuf. Dans les années 1950, ce matériel laisse place aux tramways « normalisés ».

### Trolleybus et autobus
L'histoire du matériel roulant est traitée dans les articles consacrées aux réseaux de trolleybus de Genève et d'autobus de Genève.

## Images

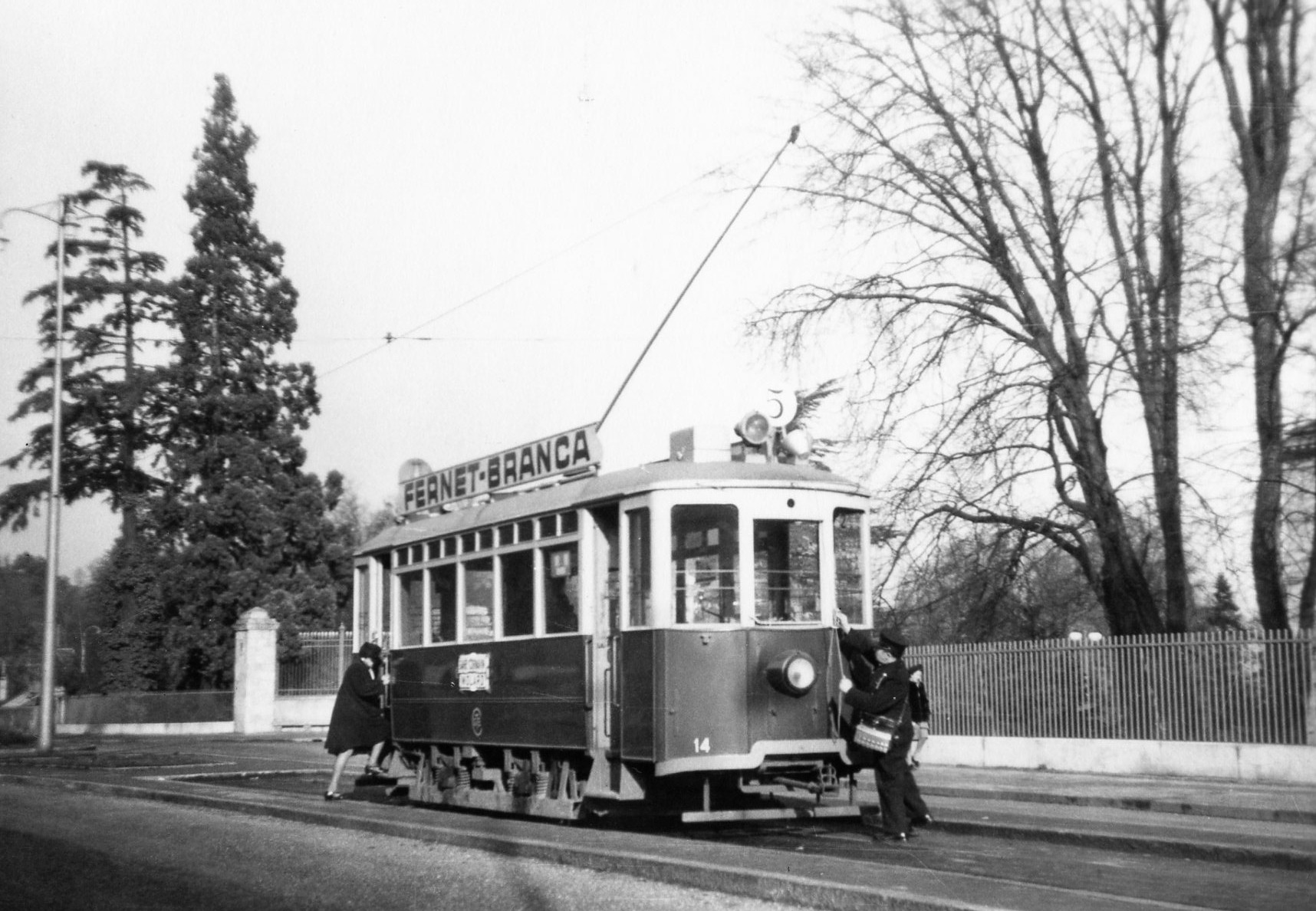
Motrice no 14 au Jardin botanique
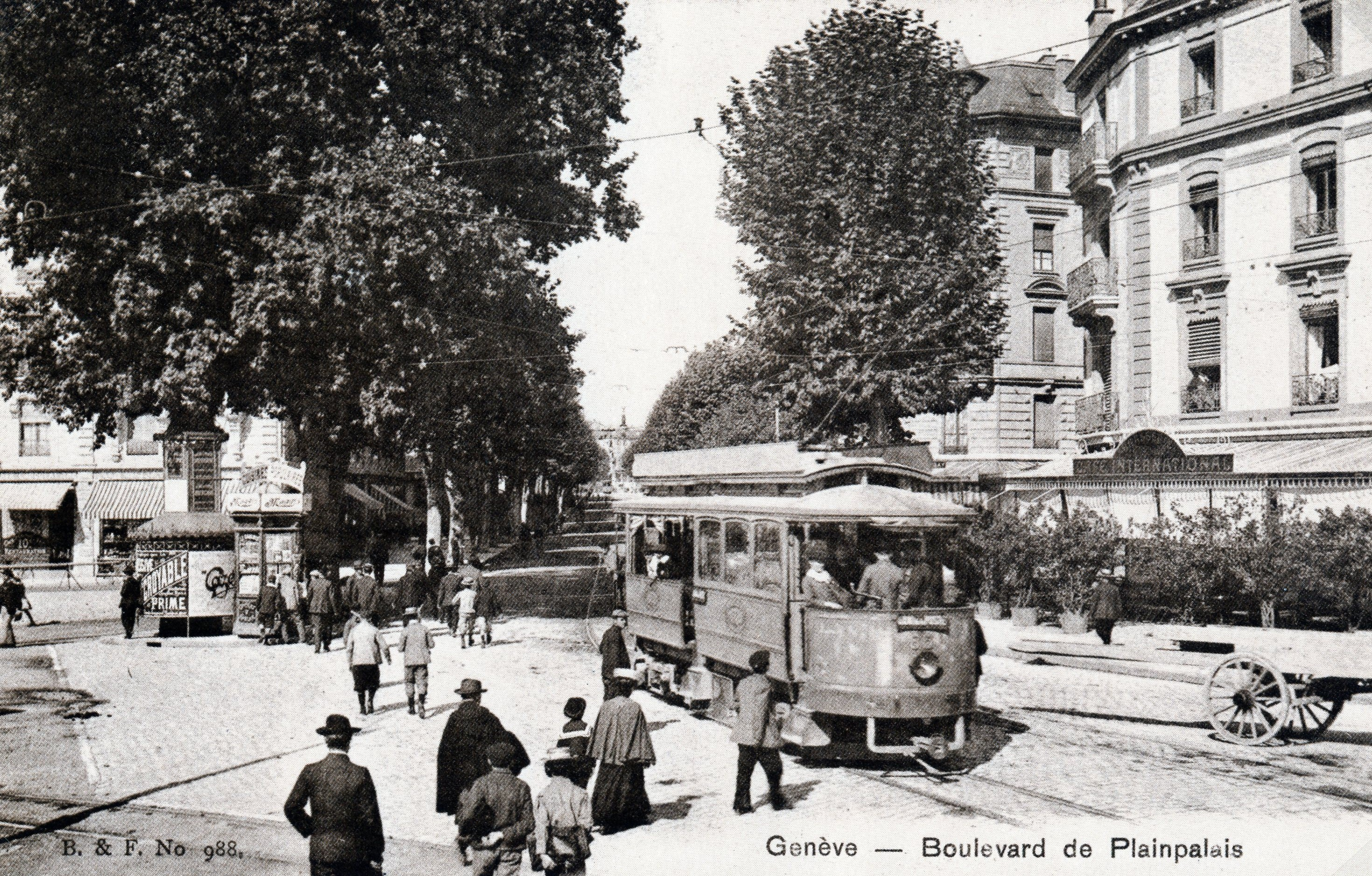
Motrice no 66 à la Place du Cirque
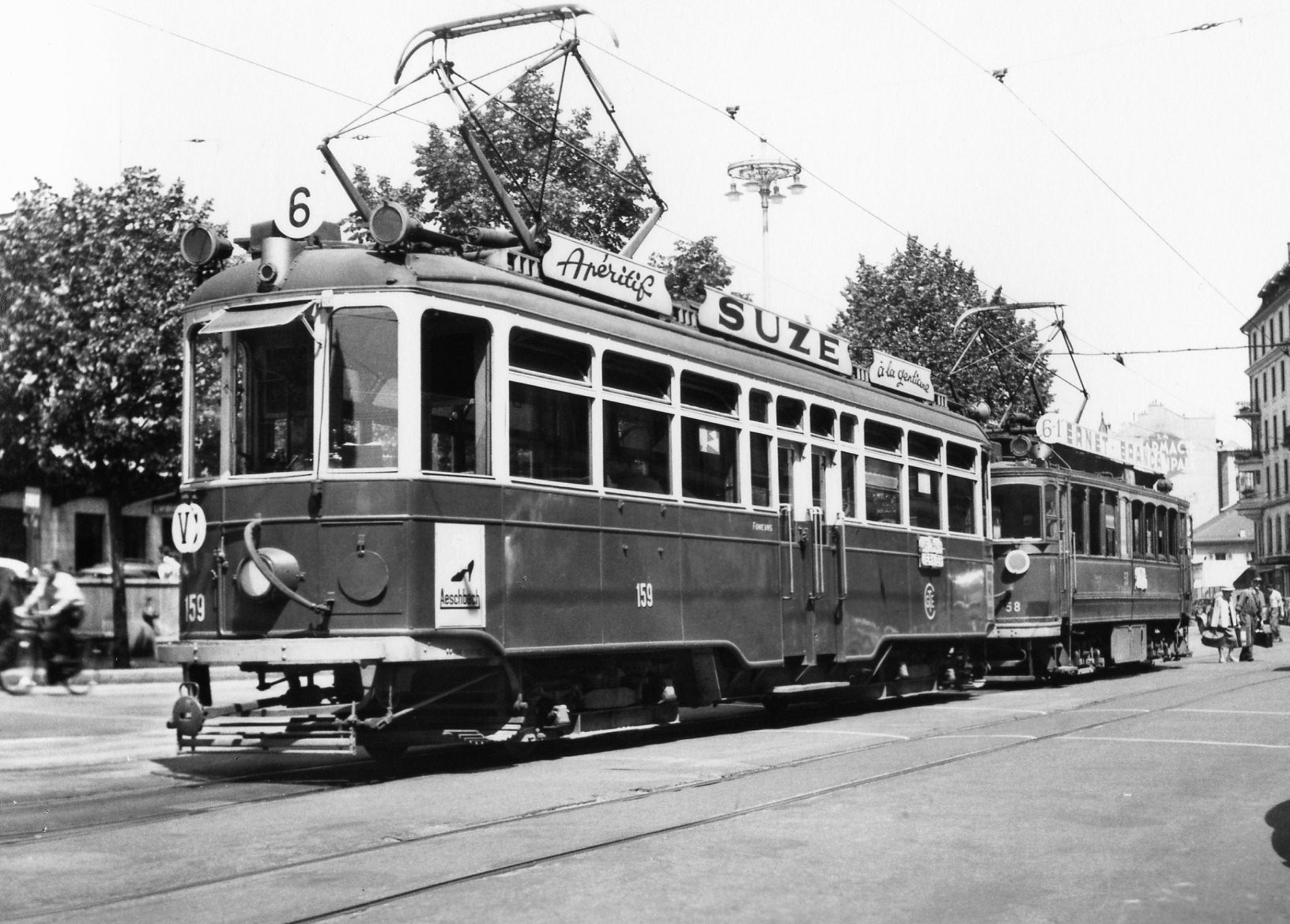
Motrices no 159 et 58 à Cornavin

## Matériels préservés

### Tramway
L'Association genevoise du musée des tramways (AGMT) préserve quelques véhicules d'antan : Motrices nos 66, 67, 80 et 729, motrice Be 2/2 no 125, remorque B no 308, remorque Bi nos 363 et 369, racleuse à neige X 603 et wagon couvert K 204.
L'automotrice Ce 4/4 no 70 (ex no 50, puis T.01) est préservée avec le wagon-plateau X 73 par la Compagnie ferroviaire du Léman (CFDL) sur le réseau genevois. L’automotrice Ce 4/4 nº 70 sera reprise par l’Association genevoise du musée des tramways (AGMT) début 2022 et sera démolie au mois de mars de la même année en raison de son de son mauvais état. Le wagon-plateau X 73 sera démoli par la même occasion, n’ayant plus aucune utilité et un très faible intérêt historique.
La motrice-fourgon Fe 4/4 no 151 et la remorque C4 no 370 sont préservées au Chemin de fer-musée Blonay-Chamby (canton de Vaud).
En dehors du pays, on retrouve la remorque C4 no 361 à l'AMITRAM à Lille (France) et à Sibiu en Roumanie on retrouve les motrices nos 721 et 724 accompagnées des remorques nos 302 et 315.

### Trolleybus et autobus
L'association « Rétrobus Léman » possède cinq anciens trolleybus, quatorze anciens autobus et deux remorques routières de la CGTE dans ses dépôts de Moudon (canton de Vaud). 
Pour les trolleybus, il s'agit des véhicules suivants, présentés plus en détail dans l'article sur le trolleybus de Genève : les Saurer 1950 nos 28 et 834, le FBW no 855, Berna "200 cv" no 877 et le FBW 1975 no 631.
Pour les autobus, il s'agit des véhicules suivants, présentés plus en détail dans l'article sur les autobus de Genève : les Saurer « Diwabus » nos 944, 965 et 987, les Saurer nos 422, 427 et 448, les FBW articulés nos 105, 112 et 125, les FBW standards nos 535, 538, 548, 551 et 552 et les remorques routières nos 511 et 513.
Une autre association préserve des autobus, il s'agit du Club genevois des autobus de collection (CGAC), qui en conserve trois : le Saurer « Ceinture » no 452, le FBW no 549 et le Saurer « Diwabus » no 986.
Rétrobus Léman conserve aussi un camion-tourelle Ford.